# Betinho (calciatore 1966)
Gilberto Carlos Nascimento, noto come Betinho (San Paolo, 14 giugno 1966), è un allenatore di calcio ed ex calciatore brasiliano, di ruolo centrocampista, tecnico dell'Parnahyba.

## Palmarès

### Giocatore

#### Competizioni nazionali
- Campionato Mineiro: 1

Cruzeiro:1992
- Coppa dell'Imperatore: 1

Shonan Belmare:1994

#### Competizioni internazionali
- Supercoppa Sudamericana: 1

Cruzeiro: 1992
- Coppa delle Coppe dell'AFC: 1

Shonan Belmare:1995

### Allenatore

#### Competizioni nazionali
- Campionato Sergipano: 3

Confiança: 2014, 2015
Frei Paulistano: 2019

## Statistiche

### Cronologia presenze e reti in nazionale
| Cronologia completa delle presenze e delle reti in nazionale ― Brasile | Cronologia completa delle presenze e delle reti in nazionale ― Brasile | Cronologia completa delle presenze e delle reti in nazionale ― Brasile | Cronologia completa delle presenze e delle reti in nazionale ― Brasile | Cronologia completa delle presenze e delle reti in nazionale ― Brasile | Cronologia completa delle presenze e delle reti in nazionale ― Brasile | Cronologia completa delle presenze e delle reti in nazionale ― Brasile | Cronologia completa delle presenze e delle reti in nazionale ― Brasile |
| Data                                                                   | Città                                                                  | In casa                                                                | Risultato                                                              | Ospiti                                                                 | Competizione                                                           | Reti                                                                   | Note                                                                   |
| ---------------------------------------------------------------------- | ---------------------------------------------------------------------- | ---------------------------------------------------------------------- | ---------------------------------------------------------------------- | ---------------------------------------------------------------------- | ---------------------------------------------------------------------- | ---------------------------------------------------------------------- | ---------------------------------------------------------------------- |
| 12-10-1988                                                             | Anversa                                                                | Belgio                                                                 | 1 – 2                                                                  | Brasile                                                                | Amichevole                                                             | -                                                                      | 70’                                                                    |
| Totale                                                                 |                                                                        | Presenze                                                               | 1                                                                      |                                                                        | Reti                                                                   | 0                                                                      |                                                                        |